# 朝比奈真辰
朝比奈 真辰（あさひな さねとき）は、江戸時代前期の旗本。

## 生涯
寛永7年（1630年）はじめて3代将軍徳川家光に謁見、大番に列し、切米200俵を賜る。寛永10年（1633年）2月7日200俵加増され、切米を改められ知行を賜る。寛永20年（1644年）12月7日家督を継ぎ、先に賜る知行は収められた。慶安3年（1650年）1月22日には、大納言高倉永慶の旅舘修復を執り行い、万治2年（1659年）1月7日より本城普請の仮の石奉行を務め、9月11日時服3領と黄金3枚を賜る。寛文2年（1662年）9月5日石奉行となり、貞享2年（1685年）10月10死去。享年71。